# دوجین (اصطلاح ژاپنی)

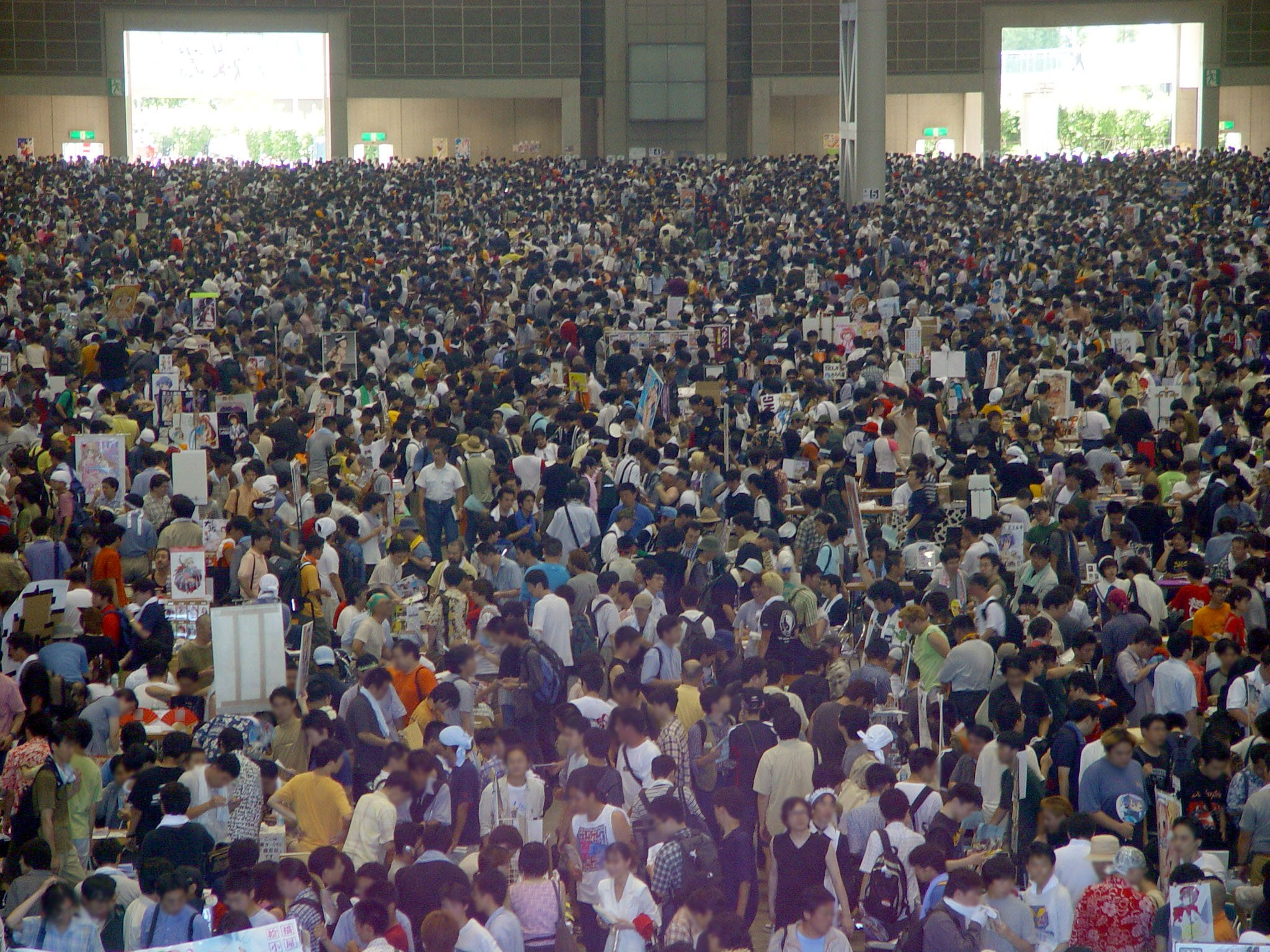
Comiket که در اینجا در ۲۰۰۲ مشاهده می‌شود، بزرگترین مکان برای فروش آثار دوجین است.

دوجین (به انگلیسی: Doujin) یک اصطلاح ژاپنی برای گروهی از افراد است که علاقه، فعالیت یا سرگرمی‌های مشترکی دارند. این واژه گاهی اوقات به انگلیسی به عنوان گروهک، فندوم، انجمن، جامعه یا حلقه ترجمه می‌شود. همچنین اصطلاح دوجین معمولاً به آثار منتشر شده توسط این گروه‌ها، از جمله مانگا، مجلات، رمان، موسیقی، انیمه و بازی‌های ویدئویی اشاره دارد. آثار چاپ شده دوجین را در مجموع دوجینشی می‌نامند.
به‌طور معمول آثار دوجین، آماتور (غیرحرفه ای) و مشتق از اثر اصلی هستند، اگرچه برخی از هنرمندان حرفه ای در فرهنگ دوجین مطالب خود را خارج از صنعت نشر نیز منتشر کرده‌اند.
تحقیقات سالانه توسط آژانس تحقیقاتی Media Create نشان داد که از ۱٫۶۵ میلیارد دلار صنعت اوتاکو در سال ۲۰۰۷، فروش دوجین شامل ۴۸ درصد (۷۹۲ میلیون دلار آمریکا) بوده‌است.